# Sakura Genesis (2024)
 (novembre 2024).
Si vous disposez d'ouvrages ou d'articles de référence ou si vous connaissez des sites web de qualité traitant du thème abordé ici, merci de compléter l'article en donnant les références utiles à sa vérifiabilité et en les liant à la section « Notes et références ».
L'édition 2024 de Sakura Genesis est un Pay-per-view de catch (lutte professionnelle) produit par la promotion New Japan Pro-Wrestling. L'événement a eu lieu le 6 avril 2024 au Ryōgoku Kokugikan à Tokyo. Il s'agit de la 4e édition de The New Beginning.

## Contexte
Les spectacles de la New Japan Pro-Wrestling (NJPW) sont constitués de matchs aux résultats prédéterminés par les scénaristes de la compagnie. Ces rencontres sont justifiées par des storylines – une rivalité avec un catcheur, la plupart du temps – ou par des qualifications survenues dans les shows de la NJPW. Tous les catcheurs possèdent une gimmick, c'est-à-dire qu'ils incarnent un personnage gentil (Face) ou méchant (Heel), qui évolue au fil des rencontres. Un événement comme Sakura Genesis est donc un événement tournant pour les différentes storylines en cours.

## Tableau des matchs
| Ordre par numéros                                                                         | Résultat | Stipulation(s)                                                                      | Temps |
| ----------------------------------------------------------------------------------------- | --- | ----------------------------------------------------------------------------------- | ----- |
| 1                                                                                         | TMDK (Kosei Fujita et Zack Sabre Jr) bat El Desperado et Ryusuke Taguchi                                                                                 | Tag Team match                                                                      | 9:33  |
| 2                                                                                         | Los Ingobernables de Japon (BUSHI et Hiromu Takahashi) bat Bullet Club War Dogs (David Finlay et Gedo)                                                   | Tag Team match                                                                      | 5:39  |
| 3                                                                                         | Just 5 Guys (DOUKI, Yuya Uemura et SANADA) bat The United Empire (Callum Newman, Great-O-Khan et Jeff Cobb)                                              | 6-Man Tag Team match                                                                | 8:53  |
| 4                                                                                         | Bullet Club War Dogs (Clark Connors et Drilla Moloney) (c) bat Catch 2/2 (Francesco Akira et TJP) et Intergalactic Jet Setters (Kevin Knight et KUSHIDA) | 3-Way Tornado Tag Team match pour les IWGP Junior Heavyweight Tag Team Championship | 17:57 |
| 5                                                                                         | Bishamon (Hirooki Goto et Yoshi-Hashi) bat Bullet Club (Chase Owens et KENTA) (c)                                                                        | Tag Team match pour les IWGP Tag Team Championship                                  | 13:57 |
| 6                                                                                         | SHO (c) bat YOH sur décision de l'arbitre | Match simple pour le IWGP Junior Heavyweight Championship                           | 1:50  |
| 7                                                                                         | Shota Umino et Jon Moxley battent House of Torture (Ren Narita et Jack Perry)                                                                            | Tag Team match                                                                      | 14:35 |
| 8                                                                                         | Shingo Takagi bat EVIL (c) (avec Yoshinobu Kanemaru) | Match simple pour le NEVER Openweight Championship                                  | 21:17 |
| 9                                                                                         | Tetsuya Naitō (c) bat Yota Tsuji | Match simple pour le IWGP World Heavyweight Championship                            | 34:25 |
| La lettre C placée entre parenthèses désigne la personne ou l’équipe championne en titre. | |                                                                                     |       |